# Église Saint-Fiacre de Ronchères
L'église de Ronchères est une église située à Ronchères, en France. Elle est consacrée à saint Fiacre, patron des maraîchers et des jardiniers. Elle dépend de l'archidiocèse de Sens-Auxerre.

## Localisation
L'église est située dans le département français de l'Yonne, sur la commune de Ronchères.

## Historique
L'édifice est inscrit et classé au titre des monuments historiques en 1984.